# Egidio Miragoli

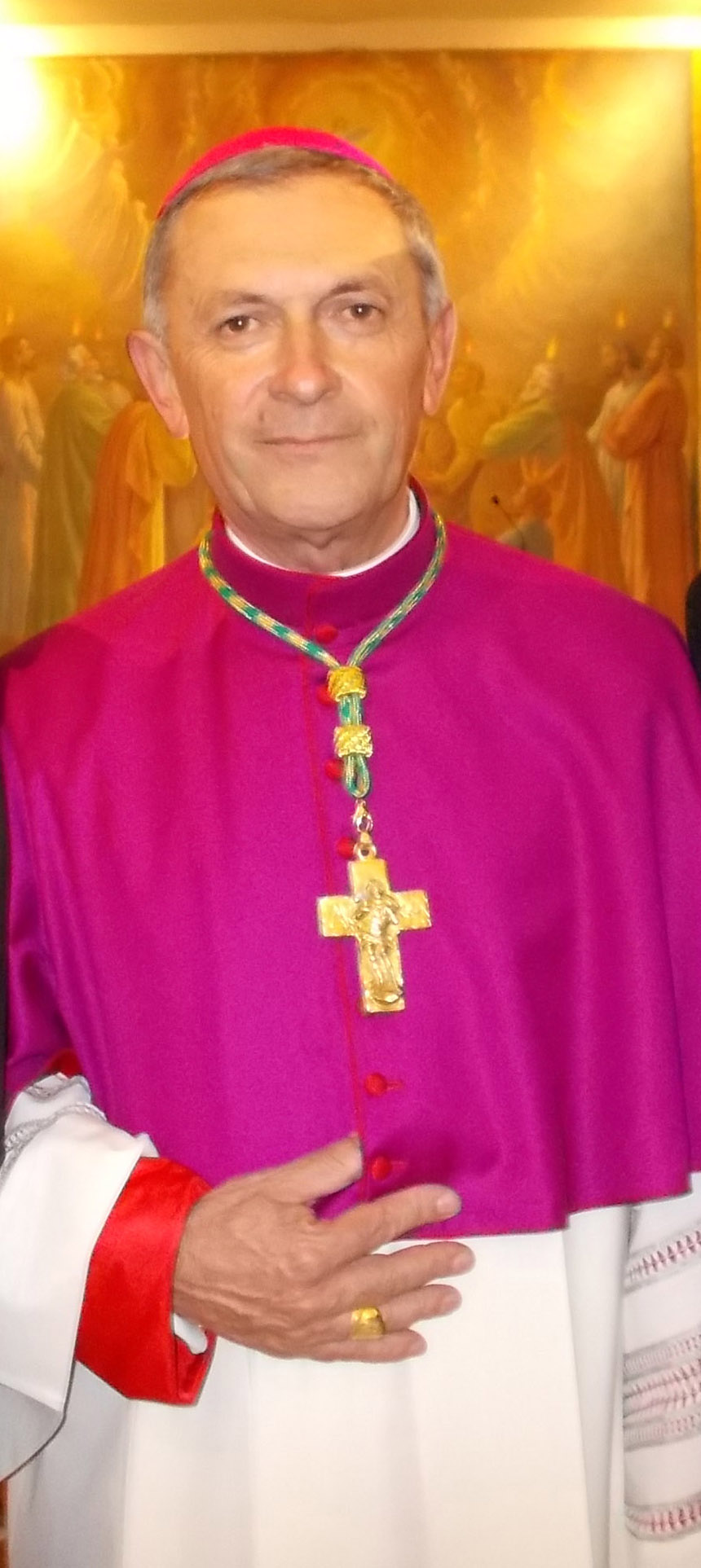
Bischof Egidio Miragoli (2017)

Egidio Miragoli (* 20. Juli 1955 in Gradella (Gemeinde Pandino), Provinz Cremona, Italien) ist ein italienischer Geistlicher und römisch-katholischer Bischof von Mondovì.

## Leben

Bischofswappen

Egidio Miragoli empfing am 23. Juni 1979 durch den Bischof von Lodi, Paolo Magnani, das Sakrament der Priesterweihe.
Am 29. September 2017 ernannte ihn Papst Franziskus zum Bischof von Mondovì. Die Bischofsweihe spendete ihm der Bischof von Lodi, Maurizio Malvestiti, am 11. November  desselben Jahres; Mitkonsekratoren waren Paolo Magnani, emeritierter Bischof von Treviso, und Luciano Pacomio, Altbischof von Mondovì.
Am 29. Juli 2019 berief ihn Papst Franziskus zum Mitglied der Berufungskommission für schwerwiegende Strafsachen, deren Entscheidung der Glaubenskongregation vorbehalten ist, und am 21. Juni 2021 zudem zum Mitglied der Apostolischen Signatur.